# Элизий
Элизий (Элисий, Элизиум; лат. Elysium, от греч. Ἠλύσιον πεδίον — «елисейские поля» или «долина прибытия»), — в античной мифологии часть загробного мира, где царит вечная весна и где избранные герои и особо праведные люди проводят дни без печали и забот. Противопоставляется Тартару.
Именно от этого слова произошло название парижского проспекта Елисейские поля.

## Описание
Гомер и Гесиод помещают Элизий на западном краю света, у берегов реки Океан. В «Одиссее» он говорит, что Элизий — это место, где
…человека легчайшая жизнь ожидает.
Нет ни дождя там, ни снега, ни бурь не бывает жестоких.
Вечно там Океан бодрящим дыханьем Зефира
Веет с дующим свистом, чтоб людям прохладу доставить.
(перевод Викентия Вересаева)
В более поздних представлениях Элизий составляет часть подземного мира. 
По Гесиоду на Острова блаженных Зевсом были поселены только погибшие в сражениях герои четвёртого поколения («века героев»). Обычных греков, включая самого Гесиода, греки относят к пятому поколению. Вот что пишет о загробном существовании обычного грека известный историк религий Мирча Элиаде:
«Но и смерть ничего не разрешает, поскольку не приводит к полному и окончательному исчезновению. Современникам Гомера загробная жизнь виделась тягостным и жалким существованием в подземном царстве Аида, населённом бледными тенями, бессильными и лишёнными памяти. (Тень Ахилла, которую вызвал Одиссей, сетует, что лучше быть рабом у последнего бедняка, чем царствовать над тенями усопших.[…] Притом загробное существование не вознаграждает прижизненных заслуг и не карает за преступления. К вечным мукам были приговорены только Иксион, Тантал и Сизиф, нанёсшие Зевсу личные оскорбления. Менелай взамен Аида обрёл Элизий только в качестве мужа Елены, соответственно — зятя Зевса. По версии Гесиода (ср. § 85), того же удостоились и другие герои, но их участь была недоступна иным смертным».
Позже, в античном искусстве идея воздаяния всё-таки проявляется, Элизий становится «доступен» для блаженных душой и посвящённых. Так Пиндар говорит об острове, на котором среди тенистых аллей праведники проводят блаженную жизнь, устраивая спортивные игрища и музыкальные вечера. По мере развития этической мысли, Вергилий рассматривает Элизий как место воздаяния праведным:
Здесь, за отечество кто, сражаясь, раны прияли,
Кто непорочны остались, жрецы в течение жизни,
Кто — благочестны, пророки, вещая достойное Феба,
Изобретеньям искусным кто жизнь свою посвятили,
Память оставили кто в других о себе по заслугам…
(перевод Валерия Брюсова и Сергея Соловьёва)
Превращённые в змеев, сюда попали Кадм с супругой Гармонией.